# 周超男
周超男（1960年10月—），女，汉族，湖南衡阳人，中华人民共和国政治人物。现任润泽科技发展有限公司董事长。第十四届全国政协委员。